# 贝拉代尔
贝拉代尔（法語：Belladère，發音：[beladɛʁ]）是海地中央省拉斯卡奥巴斯区的市镇，总面积296.65平方千米，2015年人口86612。